# Яган, Грач
Грач Яга́н (арм. Հիրաչ Յագան, фр. Hiraç Yagan; 3 января 1989, Эттербек, Бельгия) — армянский и бельгийский футболист, полузащитник.

## Клубная карьера
Ещё в юном возрасте попал в льежский «Стандард». С 2009 года начал попадать в заявки на матч, но выпускать на поле его не торопились. В 2010 году Ягана отправили в аренду в клуб первого дивизиона «Тюбиз». Свой дебют отметил в 22-м туре в матче против «Туртуна». Но и здесь отыграв всего 3 матча не закрепился и вернулся обратно в «Стандард», с которым подписал однолетний контракт. После ухода Ласло Бёлёни с поста главного тренера клуба Яган отправился в глубокий запас, так как в его услугах новый тренерский штаб не нуждался.
Весной 2012 года Яган приехал на историческую родину, где заключил контракт с клубом армянской Премьер-лиги — «Гандзасаром». Пробыв в команде несколько месяцев, не сумел завоевать место в составе, вследствие чего руководство клуба решило отказаться от его услуг.

## Карьера в сборной
Являясь гражданином Бельгии, Грач по приглашению Федерации футбола Армении принял армянское гражданство и был заигран в составе молодёжной сборной Армении, первый свой гол за молодёжную сборную Яган забил в матче отборочного турнира чемпионата Европы 2011 (до 21) в ворота сверстников из Швейцарии, тот матч завершился поражением армян со счётом 1:3. За национальную сборную Армении Яган дебютировал на следующий день — 12 августа 2009 года в товарищеском матче Армения — Молдавия, армянская дружина потерпела поражение со счётом 1:4, так как целью главного тренера Вардана Минасяна было просмотреть в деле молодых игроков, в том числе и Грача Ягана. Яган говорит на английском и французском языках, постепенно совершенствует армянский.
Летом 2016 года сыграл за сборную Западной Армении на чемпионате мира ConIFA. В матче против Острова Чагос на 73 минуте забил гол.

## Достижения
«Стандарт» (Льеж)
- Чемпион Бельгии: 2008/09

## Личная жизнь
Двоюродный брат Грача Иван Яган также футболист.